# Games People Play (album)
Albums de Pink Cream 69
One size Fits All
(1991) Change
(1995)
Singles
1. Keep Your Eye On the Twisted
Sortie : 1993
2. Face in the Mirror
Sortie : 1993
3. Someday I Sail
Sortie : 1993

Games People Play est le troisième album studio du groupe de hard rock allemand Pink Cream 69.
Sorti en 1993 sur le label Epic, il est le dernier avec le chanteur Andi Deris. Celui-ci rejoindra un autre groupe de métal allemand Helloween.

## Liste  des titres
- Tous les titres sont de Pink Cream 69.

1. Face in the Mirror - 4:47
2. Way Down - 5:11
3. Keep Your Eye on the Twisted - 3:28
4. Somedays I Sail - 4:57
5. Shattered - 3:58
6. Monday Again - 3:12
7. Dyin' Century - 4:36
8. Till You're Mine - 3:43
9. Still Alive - 4:56
10. Down on Your Luck - 4:13
11. Backflash - 0:59
12. Condemnation - 4:49
13. Don't Let It All Come Down - 3:31

## Musiciens
- Andi Deris: chant.
- Alfred Koffler: guitares.
- Dennis Ward: basse.
- Kosta Zafiriou: batterie, percussions

## Charts
| Pays      | Durée du classement | Meilleur classement | Date         |
| --------- | ------------------- | ------------------- | ------------ |
| Allemagne | 7 semaines          | 48e                 | 14 juin 1993 |